# Проезд Якушкина
Проезд Яку́шкина — улица в районе Отрадное Северо-Восточного административного округа города Москвы. Проходит от Отрадной улицы до улицы Декабристов.

## Название

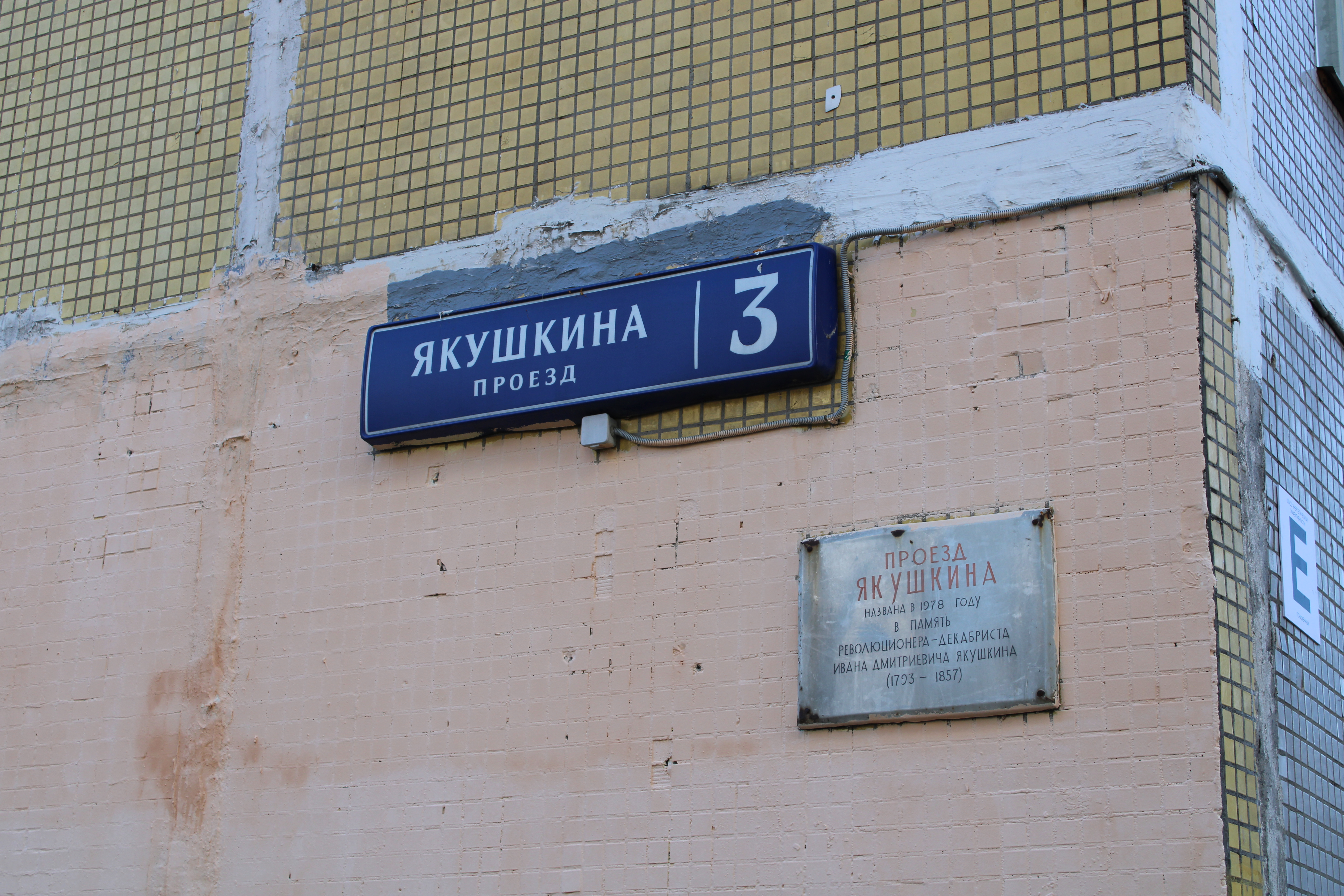
Табличка в память о наименовании на доме 3

Проезд назван в 1978 году в честь декабриста Ивана Дмитриевича Якушкина (1793—1857), участника Отечественной войны 1812 года и одного из основателей «Союза спасения», сосланного на каторгу в Сибирь.

## Описание
Проезд Якушкина проходит на северо-восток, начинаясь от Отрадной улицы. Улица заканчивается на улице Декабристов, переходя в улицу Пестеля.

## Достопримечательности

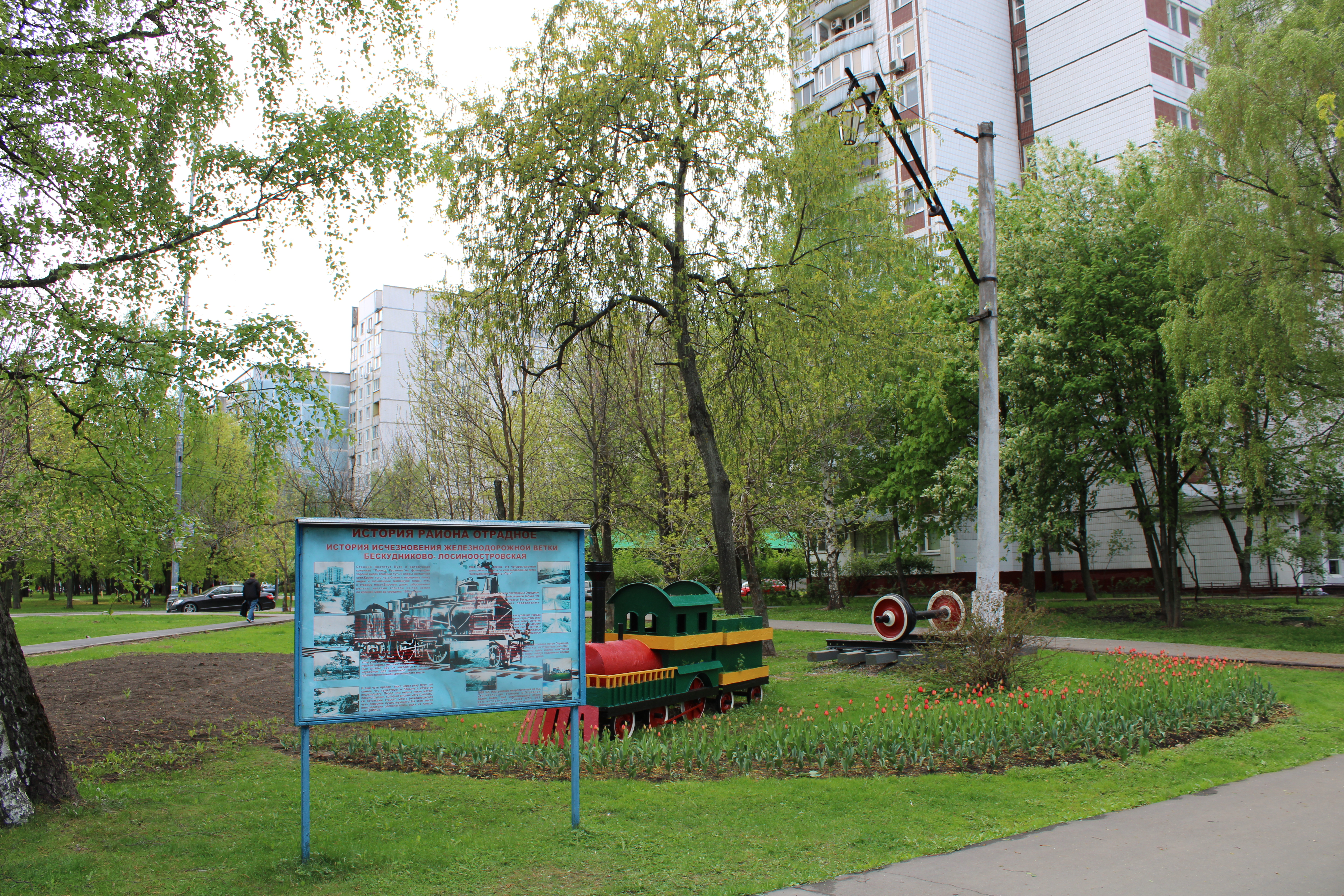
Памятник и стенд с историей ветки

В конце проезда на перекрёстке с улицей Декабристов расположен памятник Бескудниковской железнодорожной ветке.

## Общественный транспорт

### Внеуличный транспорт

#### Станцииметро
- Отрадное

### Наземный транспорт
Непосредственно по улице не проходят маршруты общественного транспорта. Вблизи расположены остановки «Улица Пестеля» и «Отрадная улица» со следующими маршрутами.

#### Автобусы
- 23:  Тимирязевская —  Фонвизинская — улица Декабристов —  Отрадное — ЖК «Юрлово»
- 71:  Ботанический сад —  Отрадное — улица Декабристов —  Медведково — Осташковская улица
- 98: Юрловский проезд — улица Декабристов —  Отрадное —  Алтуфьево —  Лианозово
- 238:  Окружная —  Владыкино —  Отрадное — улица Декабристов —  Бабушкинская — Станция Лосиноостровская
- 603: Платформа Яуза —  Ботанический сад — улица Декабристов — Юрловский проезд
- 605: Юрловский проезд — улица Декабристов —  Отрадное —  Бабушкинская — Платформа Лось
- 628: Ясный проезд —  Свиблово —  Ботанический сад — Отрадная улица —  Отрадное
- С6:  Отрадное — улица Декабристов — Юрловский проезд

#### Электробусы
- 637:  Владыкино —  Отрадное — Отрадная улица —  Бескудниково —  Бибирево
- 803:  ВДНХ — улица Декабристов —  Отрадное —  Бескудниково